# Climat de la Russie
| BSk |  | - Dsc - Dsd |  | - Dwa - Dwb - Dwc - Dwd |  | - Cfa - Cfb - Cfc - Dfa - Dfb - Dfc - Dfd |  | - ET - EF |

Carte des climats de la Russie selon la classification de Köppen.

Le climat de la Russie est globalement continental humide, mais d'autres climats sont très présents, le climat subarctique ou le climat froid de steppe.

## Description et répartition
La Russie est un pays connu pour son froid hivernal. La latitude (90 % de la Russie se trouve au nord du 50e parallèle), le relief et l'éloignement de l'océan explique la continentalité du climat (forts écarts de température, hivers froids ou très froids, étés chauds et humides).
De plus, beaucoup de grandes chaînes montagneuses au sud et à l'est bloquent les masses d'air tempérées venues de l'océan Indien ou de l'océan Pacifique. Au contraire, la Sibérie n'est pas protégée des influences arctiques venues du nord[réf. nécessaire]. Cependant, peu de neige tombe en hiver et la neige au sol n'est jamais très épaisse, même si elle se maintient longtemps à cause du froid.
Les précipitations sont plus nombreuses dans la Russie européenne. L'Oural bloque les arrivées d'air humide.

### La Sibérie
Le climat est subarctique (codes Dfc, Dwc et Dsc dans la classification de Köppen), hypercontinental à l'est (codes Dfd, Dwd et Dsd dans la classification de Köppen) et de toundra dans le Grand Nord (code ET dans la classification de Köppen). L'hiver y est rude et très long, l'été est court et frais, les températures moyennes ne dépassent parfois pas 10 °C[réf. nécessaire]. La minimale absolue est de −68 °C à Verkhoïansk, en Sibérie orientale.

### Le sud-est
Les montagnes du sud et de l'Extrême-Orient rendent cette région sèche en été (codes Ds dans la classification de Köppen[réf. nécessaire]).

### Le centre
Il possède dans sa globalité un climat continental humide avec les codes Dfa, Dfb et plus rarement Dwa et Dwb dans la classification de Köppen. Le minimal absolu à Moscou est de −43 °C.

### Le littoral pontique
Le littoral de la Mer Caspienne possède un climat de type subtropical humide (code Cfa dans la classification de Köppen).
Seule cette région ne connaît pas de longueur et de rigueur de l'hiver. Selon la classification de Köppen, le climat est subtropical humide si la température du mois le plus froid est supérieure à 0 °C (ou à −3 °C selon les éditions).

## Saisons

### L'hiver
Plus des deux tiers du territoire ont six mois de gel consécutifs et des moyennes du mois de janvier inférieures à −20 °C. Le sol est gelé en permanence (ce que l'on appelle le merzlota en russe), couvre 59 % du territoire et a une épaisse couche (jusqu'à 1 500 m en République de Sakha).

### Le dégel
Le printemps est une saison brève, le dégel (raspoutitsa en russe) provoque parfois des crues car le sol se transforme en boue.

### L'été
L'été est chaud (les moyennes du mois de juillet sont supérieures à 15 °C au sud du cercle polaire) et souvent sec, malgré la présence d'orages.

## Exemples

### Le climat subtropical humide
| Mois                              | jan. | fév. | mars | avril | mai  | juin | jui. | août | sep. | oct. | nov. | déc. | année |
| --------------------------------- | ---- | ---- | ---- | ----- | ---- | ---- | ---- | ---- | ---- | ---- | ---- | ---- | ----- |
| Température minimale moyenne (°C) | 3,1  | 3,2  | 5,1  | 9     | 12,5 | 16,3 | 19,2 | 19,3 | 16   | 12,1 | 7,9  | 5    | 10,7  |
| Température moyenne (°C)          | 5,7  | 6    | 8,1  | 12,3  | 16   | 20   | 22,9 | 23   | 19,6 | 15,4 | 10,9 | 7,8  | 14    |
| Température maximale moyenne (°C) | 9,4  | 9,8  | 12,1 | 16,6  | 20,2 | 24   | 26,7 | 27,1 | 24,2 | 19,9 | 15,1 | 11,4 | 18    |
| Précipitations (mm)               | 179  | 118  | 109  | 116   | 93   | 91   | 122  | 135  | 135  | 158  | 191  | 197  | 1 352 |

### Le climat continental humide
| Mois                              | jan. | fév. | mars | avril | mai  | juin | jui. | août | sep. | oct. | nov. | déc. | année |
| --------------------------------- | ---- | ---- | ---- | ----- | ---- | ---- | ---- | ---- | ---- | ---- | ---- | ---- | ----- |
| Température minimale moyenne (°C) | −9,1 | −9,7 | −4,4 | 2,2   | 7,7  | 12,1 | 14,4 | 12,5 | 7,4  | 2,7  | −3,3 | −7,6 | 2,1   |
| Température moyenne (°C)          | −6,5 | −6,7 | −1   | 6,7   | 13,2 | 17   | 19,2 | 17   | 11,3 | 5,6  | −1,2 | −5,2 | 5,8   |
| Température maximale moyenne (°C) | −4   | −3,7 | 2,6  | 11,3  | 18,6 | 22   | 24,2 | 21,9 | 15,7 | 8,7  | 0,9  | −3   | 9,6   |
| Précipitations (mm)               | 46   | 36   | 33   | 38    | 52   | 84   | 90   | 80   | 67   | 66   | 60   | 53   | 705   |

### Le climat subarctique
| Mois                              | jan.  | fév.  | mars  | avril | mai  | juin | jui. | août | sep. | oct. | nov.  | déc.  | année |
| --------------------------------- | ----- | ----- | ----- | ----- | ---- | ---- | ---- | ---- | ---- | ---- | ----- | ----- | ----- |
| Température minimale moyenne (°C) | −23,3 | −21,1 | −13,8 | −3,9  | 2,4  | 7,7  | 11,3 | 9,7  | 3,3  | −3,8 | −12,7 | −20   | −5,4  |
| Température moyenne (°C)          | −18,3 | −15,2 | −7,1  | 2,1   | 9,7  | 15,2 | 17,7 | 15,5 | 8,9  | 1,3  | −7,8  | −15,2 | 0,6   |
| Température maximale moyenne (°C) | −13,1 | −8,2  | 0,2   | 8,8   | 17,1 | 22,6 | 24,4 | 22,2 | 15,9 | 7,7  | −2,3  | −10,4 | 7,1   |
| Précipitations (mm)               | 12    | 8     | 12    | 18    | 33   | 71   | 116  | 89   | 53   | 24   | 20    | 16    | 471   |

### Le climat hypercontinental
| Mois                              | jan.  | fév.  | mars  | avril | mai  | juin | jui. | août | sep. | oct.  | nov.  | déc.  | année |
| --------------------------------- | ----- | ----- | ----- | ----- | ---- | ---- | ---- | ---- | ---- | ----- | ----- | ----- | ----- |
| Température minimale moyenne (°C) | −41,5 | −38,2 | −27,4 | −11,8 | 1    | 9,3  | 12,7 | 8,9  | 1,2  | −12,2 | −31   | −40,4 | −14,1 |
| Température moyenne (°C)          | −38,6 | −33,8 | −20,1 | −4,8  | 7,5  | 16,4 | 19,5 | 15,2 | 6,1  | −7,8  | −27   | −37,6 | −8,8  |
| Température maximale moyenne (°C) | −35,1 | −28,6 | −12,3 | 1,7   | 13,2 | 22,4 | 25,5 | 21,5 | 11,5 | −3,6  | −23,1 | −34,3 | −3,4  |
| Précipitations (mm)               | 9     | 8     | 7     | 8     | 20   | 35   | 38   | 37   | 31   | 18    | 16    | 10    | 237   |